# Lazy Lake
Lazy Lake ist eine Gemeinde im Broward County im US-Bundesstaat Florida. Das U.S. Census Bureau hat bei der Volkszählung 2020 eine Einwohnerzahl von 33 ermittelt.

## Geografie
Nach dem United States Census Bureau hat Lazy Lake 0,1 km². Das Gemeindegebiet wird vollständig von der Stadt Wilton Manors umschlossen. Fort Lauderdale liegt 0,5 km und Miami rund 35 Kilometer südlich von Lazy Lake entfernt.

## Demographische Daten
Laut der Volkszählung 2010 verteilten sich die damaligen 24 Einwohner auf 15 Haushalte. Die Bevölkerungsdichte lag bei 240,0 Einw./km². 91,7 % der Bevölkerung bezeichneten sich als Weiße, 4,2 % als Afroamerikaner und 4,2 % als Indianer. 8,3 % der Bevölkerung bestand aus Hispanics oder Latinos.
Im Jahr 2010 lebten in 18,2 % aller Haushalte Personen mit mindestens 65 Jahren. 18,2 % der Haushalte waren Familienhaushalte (bestehend aus verheirateten Paaren mit oder ohne Nachkommen bzw. einem Elternteil mit Nachkomme). Die durchschnittliche Größe eines Haushalts lag bei 2,18 Personen und die durchschnittliche Familiengröße bei 2,00 Personen.
4,2 % der Bevölkerung waren 20 bis 39 Jahre alt, 50,0 % waren 40 bis 59 Jahre alt und 45,9 % waren mindestens 60 Jahre alt. Das mittlere Alter betrug 58 Jahre. 83,3 % der Bevölkerung waren männlich und 16,7 % weiblich.
Das durchschnittliche Jahreseinkommen lag bei 141.875 $, dabei lebten 28,6 % der Bevölkerung unter der Armutsgrenze.
Im Jahr 2000 war Englisch die Muttersprache von 100 % der Bevölkerung.